# Henrik Zetterlund
Kjell Gustaf Henrik Zetterlund, född 1953, är hortikulturell intendent i Göteborgs botaniska trädgård. Zetterlunds specialintresse är nunneörter och han har besökt de flesta platser i världen där dessa växer vilt. Han har upptäckt två nya arter, den ena i Turkiet (Corydalis henrikii) och den andra i Makedonien (Corydalis zetterlundii).
Zetterlund har varit med och namngivit ett flertal växter, företrädesvis inom släktet Corydalis (nunneörter).

## Biografi
Zetterlund började arbeta på Göteborgs botaniska trädgård 1974, då som trädgårdsodlare. Han innehar en trädgårdsteknikerexamen, och genom guidningar i botaniskas klippträdgård och lökträdgård har han blivit känd för allmänheten.
Sedan 1996 driver han även, tillsammans med sin fru, handelsbolaget Dielytra.

## Priser och utmärkelser
2011 tilldelades Zetterlund Gröna pennklubbens pris, med motiveringen "En omtyckt länk mellan den botaniska världen och den publika trädgårdsvärlden, som genom sin öppenhet och sitt innovativa arbete med t.ex. klippträdgården och lökträdgården har bidragit till att göra Göteborgs botaniska trädgård till en nationell och internationell mötesplats för både proffs och amatörer."
År 2014 blev Zetterlund invald som medlem i expertrådet Royal Horticulture Society's Joint Rock Garden Plant Committee. Han är även medlem i Alpine garden society, Scottish Rock Garden Club, och North America Rock Garden Society.